# Налужье
Налужье (укр. Налужжя) — село в Микулинецкой поселковой общине Тернопольском районе Тернопольской области Украины.
До 2020 года входило в Теребовлянский район.
Население по переписи 2001 года составляло 505 человек. Занимает площадь 1,308 км². Почтовый индекс — 48127. Телефонный код — 3551.